# Stefano Mancuso
Stefano Mancuso (Catanzaro, Italia, el 9 de mayo de 1965) es un botánico italiano, profesor del departamento de Agricultura, Alimentación, Medio Ambiente y Silvicultura de la Universidad de Florencia. Es director del Laboratorio Internacional de Neurobiología Vegetal,  miembro del comité directivo de la Sociedad de Señalización y Comportamiento de Plantas, editor en jefe de la revista Plant Signaling & Behavior  y miembro de la Accademia dei Georgofili.

## Biografía
Mancuso desarrolló un interés por la investigación de plantas durante sus estudios universitarios. Desde 2001 es profesor en la Universidad de Florencia y en 2005 fundó el Laboratorio Internacional de Neurobiología Vegetal, diseñado para estudiar fisiología, comportamiento, biología molecular, inteligencia y otros campos de la ciencia vegetal.

## Investigación

### Sistema de raíces de las plantas
Mancuso estudió las capacidades de las plantas y su sistema radicular (en particular, las puntas de las raíces, que son muy sensibles a diversos tipos de estímulos, como presión, temperatura, ciertos sonidos, humedad y daños). Según un artículo publicado en 2004 por un grupo de botánicos (entre los que se encontraba Mancuso), las zonas de los ápices de las raíces interactúan entre sí, formando una estructura cuyas funciones proponían ser similares a las funciones del cerebro de un animal.

### Percepción de las plantas
Mancuso concluyó que en el curso de la evolución, las plantas tuvieron que encontrar soluciones a los problemas inherentes a los organismos adheridos a un sustrato. Aunque las plantas no tienen nervios ni cerebro, tienen una vida social y, por tanto, análogos de los órganos sensoriales, aunque muy diferentes a los de los animales. Considera que la clave para entender esto se puede encontrar en algunas células (gametos y bacterias), corales, esponjas y en el comportamiento de organismos como los placozoos. En 2012, Mancuso y sus colegas descubrieron que las plantas tienen receptores que hacen que sus raíces sean sensibles al sonido y a la dirección de su distribución.  Otros biólogos afirmaron cuatro años antes que los árboles en condiciones de escasez aguda de agua pueden emitir sonidos que pueden ser más que simples signos pasivos de cavitación.
El fitoplancton y las plantas terrestres tienen ciertas habilidades para percibir la luz. Mancuso y sus colegas demostraron que en el laboratorio de arabidopsis los ápices de las raíces son muy sensibles a la luz (unos pocos segundos de iluminación son suficientes para provocar una reacción inmediata y fuerte de las moléculas de ROS). Estos fenómenos complementaron observaciones y estudios anteriores de raíces vivas realizados mediante microscopía confocal.
Su libro El futuro es vegetal  describe su visión de cómo las plantas han encontrado y probado soluciones “brillantes” a los diversos problemas que enfrenta la humanidad actualmente durante cientos de millones de años. Las plantas, en parte debido a la simbiosis con bacterias y hongos, "inventaron" métodos estables y bien optimizados para colonizar la superficie de la tierra y posteriormente la atmósfera inferior. Las plantas también crearon uno de los sumideros de carbono más importantes de nuestro planeta, e impulsaron la producción de energía limpia a partir de almidón, sacarosa, esclerénquima y biomoléculas complejas mediante la fotosíntesis de la clorofila y la biodegradabilidad según los principios de una economía circular.

### Plantas y animales
Mancuso señala que las plantas vasculares tienen un análogo del sistema circulatorio, que consta de varios órganos (en particular los órganos reproductivos), pero que a diferencia de los animales altamente organizados, las plantas tienen receptores distribuidos por todo el cuerpo, mientras que los animales tienen receptores concentrados en órganos específicos como los ojos, las orejas, la piel o la lengua. Los órganos reproductivos de las plantas son diversos en principio de funcionamiento, mientras que en los animales están más unificados. Según Mancuso, esto sugiere que las plantas "huelen", "escuchan", "se comunican" (entre individuos de la misma especie, y a veces incluso con otras especies) y "aprenden"  (a través de una determinada forma de memoria, incluida la memoria de su sistema inmunológico), utilizando todo su organismo modular (lo que permite a las plantas resistir mejor tanto a los animales depredadores como a los herbívoros). Mancuso a menudo se refiere a la haba de lima como ejemplo, la cual, cuando es atacada por la araña roja (lat. tetranychus urticae), libera en el aire un complejo de moléculas que puede atraer al phytoseiulus persimilis, ácaros carnívoros preparados para consumir colonias de araña roja. Mancuso y sus colegas enfatizaron el papel de las auxinas, que funcionan como neurotransmisores[cita requerida], similares a los que se encuentran en los animales.
Las plantas son capaces de sintetizar moléculas que desempeñan un papel similar al de las neuronas animales, en particular sinaptotagminas y glutamato monosódico. Las plantas pueden llevar a cabo la biosíntesis de moléculas que se supone que son homólogas a moléculas que realizan funciones importantes en los animales (por ejemplo, moléculas que activan inmunofilinas  que realizan funciones inmunes y hormonales en animales, en particular, señalización de esteroides y neurológicas). hormonas). La citología confirma la existencia de células vegetales que se comportan como sinapsis[cita requerida]. En 2005, Mancuso, junto con varios bioquímicos, desarrolló un microelectrodo “no invasivo” basado en tecnología de nanotubos de carbono para medir y fijar el flujo de información que puede circular en las plantas.

### Inteligencia vegetal
Mancuso señala que durante mucho tiempo la inteligencia fue considerada erróneamente por muchas personas como “lo que nos distingue de otros seres vivos”, pero si consideramos la inteligencia como la capacidad de resolver y superar problemas, hay que reconocer que las plantas la poseen, y es la inteligencia la que permite a las plantas desarrollarse y responder a la mayoría de los problemas que encuentran a lo largo de su ontogénesis.
Así, las plantas se adaptan a la vida en casi todos los entornos terrestres y acuáticos suficientemente iluminados, encontrándose tanto con herbívoros como con insectos y animales depredadores. Aunque las plantas no tienen un órgano específico comparable al cerebro, utilizan el equivalente del llamado "cerebro difuso" (en italiano, "Cervello diffuso").  Algunas plantas, por ejemplo, son capaces de secretar sustancias que atraen a insectos y animales que las plantas utilizan para sus propias necesidades. Las sustancias químicas sintetizadas por las plantas suelen tener un efecto muy complejo sobre el comportamiento de animales e insectos (un ejemplo es la relación mutuamente beneficiosa entre mirmecófitos y hormigas, en particular el fenómeno del jardín del diablo en los bosques amazónicos).
Mancuso y sus colegas recuerdan que al final de su vida, cuando Charles Darwin se interesó más por las plantas, en un libro llamado "El poder del movimiento en las plantas", Darwin escribió:

"... no sería exagerado decir que el ápice de la raíz está tan dotado de sensibilidad que puede dirigir los movimientos de partes de las plantas, como el cerebro de algunos animales inferiores. El cerebro está presente en la parte frontal del cuerpo, percibe sensaciones de los sentidos y dirige diversos movimientos..."

## Actividades profesionales
En 2010, Mancuso dio una conferencia en Oxford sobre el movimiento de las raíces en el suelo: cómo buscan agua, nutrientes y captan nuevos espacios. Mancuso también fue orador invitado en la conferencia TED Global del mismo año.
En 2012, en el proyecto Plantoid, participó en la creación de un robot "bioinspirado" que imitaba determinadas propiedades naturales de las raíces y podía, por ejemplo, explorar una zona de difícil acceso o contaminada por un accidente nuclear o del uso de armas bacteriológicas. El proyecto Plantoid todavía está siendo desarrollado para la Comisión Europea por un consorcio de científicos entre los que se encuentra Mancuso.
En 2013, junto con la coautora Alessandra Viola, publicó el libro Sensibilidad e inteligencia del mundo vegetal. 
En 2014, en la Universidad de Florencia, Mancuso creó una startup especializada en biomimética vegetal y un invernadero flotante autónomo, que se ofreció para producción en masa al gobierno chileno en 2016.
En 2017 publicó El futuro es vegetal. La traducción al inglés del libro El genio revolucionario de las plantas: una nueva comprensión de la inteligencia y el comportamiento de las plantas, fue escrita por Vanessa Di Stefano.

## Puntos de vista filosóficos
Mancuso realiza investigaciones en el campo de la llamada neurobiología vegetal, concepto que es objeto de controversia en la comunidad científica.
Según su opinión, al principio los académicos se mostraron muy escépticos incluso ante un concepto simple como "comportamiento de las plantas" o "aprendizaje de las plantas", y hasta 2005 estuvo prohibido tácitamente el debate sobre el "comportamiento de las plantas" en los círculos académicos, pero los descubrimientos posteriores han propiciado la creación de departamentos universitarios dentro de esta área de investigación, así como la redacción de numerosos artículos y trabajos científicos. Casi al mismo tiempo, comenzó el debate sobre los “robots plantoides bioinspirados”. Estas máquinas podrían, por ejemplo, utilizar un sistema mecánico ligero similar a las raíces de las plantas para restaurar suelos lavados o contaminados. Algunos científicos todavía se niegan a hablar de la inteligencia de las plantas e incluso de su "conciencia", ya que esto lleva a nuevas preguntas filosóficas, por ejemplo: si las plantas perciben heridas o agresiones y luego responden a ellas llevando a cabo diversos procesos bioquímicos,  ¿Es posible establecer aquí analogías con el dolor en los animales? En 2008, una petición firmada por treinta y seis biólogos europeos y norteamericanos instaba a evitar el uso del término “neurociencia vegetal” en el uso científico. Por otra parte, la hipótesis de una inteligencia común en las plantas parece atraer inmediatamente la atención del público en general.
En su opinión, la evaluación cuantitativa y cualitativa (en particular mediante experimentos) de las capacidades cognitivas de las plantas sigue obstaculizada por prerrequisitos culturales e incluso teóricos, ya que la metodología científica para evaluar la inteligencia se construyó originalmente para estudiar a humanos y animales. A esto se han añadido hace relativamente poco tiempo los estudios de inteligencia.
En 2019 publicó La nazione delle piante, que fue traducida al español en 2021 como La nación de las plantas. 

## Premios
- it:Premio Nazionale di Divulgazione - Premio Nacional de Divulgación Científica, 2013
- Premio del Ministerio de Investigación y Economía de Austria al Libro del Año 2016 [36]
- it:Premio letterario Galileo per la divulgazione Scientifica — Libro “El futuro es vegetal”, 21 de mayo de 2018
- Premio medioambiental en el festival de Tignano, 18 de julio de 2019

## Trabajo científico

### Publicaciones
- Baluška, F., Volkmann, D., Hlavacka, A., Mancuso, S. y Barlow, PW (2006). Visión neurobiológica de las plantas y su plan corporal . En Comunicación en plantas (pp. 19-35). Springer, Berlín, Heidelberg.
- Brenner, ED, Stahlberg, R., Mancuso, S., Vivanco, J., Baluška, F. y Van Volkenburgh, E. (2006). Neurobiología vegetal: una visión integrada de la señalización de las plantas . Tendencias en ciencia de las plantas, 11 (8), 413—419.
- Gagliano, M., Mancuso, S. y Robert, D. (2012). Hacia la comprensión de la bioacústica vegetal . Tendencias en ciencia vegetal, 17 (6), 323—325.
- Gagliano M, Renton M, Duvdevani N, Timmins M & Mancuso S (2012) Fuera de la vista pero no fuera de la mente: medios alternativos de comunicación en las plantas . PLoS One, 7(5), e37382.
- Mancuso, S. (Ed.). (2011). Medición de raíces: un enfoque actualizado. Medios de ciencia y negocios de Springer.
- Mancuso, S. y Viola, A. (2015). Verde brillante: la sorprendente historia y ciencia de la inteligencia vegetal. Prensa de la isla. Traducción de Joan Benham de Verde brillante: Sensibilità e intelligenza del mondo vegetale, con prólogo de Michael Pollan.
- Santelia, D., Vincenzetti, V., Azzarello, E., Bovet, L., Fukao, Y., Düchtig, P.,… & Geisler, M. (2005). El transportador ABC similar a MDR, AtPGP4, está implicado en el desarrollo de la raíz lateral y del pelo radicular mediado por auxinas . Cartas FEBS, 579(24), 5399-5406.
- Schapire, AL, Voigt, B., Jasik, J., Rosado, A., Lopez-Cobollo, R., Menzel, D.,… & Botella, MA (2008) La sinaptotagmina 1 de Arabidopsis es necesaria para el mantenimiento de la membrana plasmática. integridad y viabilidad celular . La célula vegetal, 20(12), 3374-3388.

### Ensayos
- La planta del mundo, Galaxia Gutenberg, 2020
- La nación de las plantas, Galaxia Gutenberg, 2020
- El futuro es vegetal, Galaxia Gutenberg, 2018
- El increíble viaje de las plantas, Galaxia Gutenberg, 2019
- Sensibilidad e inteligencia del mundo vegetal, con Alessandra Viola, Galaxia Gutenberg, 2015
- Biodiversos, con Carlo Petrini, Galaxia Gutenberg, 2016